# 에디 머피
에디 머피(Eddie Murphy, 1961년 4월 3일 ~ )는 미국의 배우, 성우, 영화 감독, 프로듀서, 코미디언, 가수이다. 영화 역사에 있어 두 번째로 가장 많은 소득을 올린 배우이기도 하다. 1980년부터 1984년까지 《Saturday Night Live》의 고정 멤버였으며, 이 쇼에서 스탠드업 코미디언으로 활동하였다. 《Comedy Central》이 선정한 《100 Greatest Stand-ups of All Time》중 10위에 올랐었다.
영화《48시간》으로 '골든 글로브 신인 배우상' 후보와 《비버리 힐즈 캅》,《대역전》,《너티 프로페서》로 '골든 글로브 코미디 뮤지컬 최고 배우상' 후보에 올랐다. 2007년에 영화 《드림걸즈》의 소울 가수 제임스 선더 얼리의 연기로 골든 글로브 '최고 조연배우상'을 받았으며, 같은 역할로 '아카데미 최고 조연배우상' 후보에 올랐다.
성우로 머피가 참여가 작품은 《The PJs》의 〈Thurgood Stubbs〉,《슈렉》시리즈의 〈동키〉,《뮬란》의 용 〈무슈〉이다. 출연한 영화 중 상당에서, 주요 캐릭터 역할에 더하여 다양한 역할을 소화했다. 이는 《Dr. Strangelove》와 기타 다른 곳에서 다양한 역할을 연기한 피터 셀러스에게 존경의 표시로서 의도된 것이었다. 머피는 《구혼 작전》,《브룩클린의 뱀파이어》,《보우핑거》,《노르빗》에서 다양한 역을 연기했으며 특히 영화 《너티 프로페서》에서는 메인 캐릭터에 더하여 아버지, 형, 어머니, 할아머지 역을 소화했다.
에디 머피는 3년째 교제중인 여자친구 페이지 버처가 딸을 낳았다고 밝혔다. 이 아이는 에디 머피의 9번째 자식으로, 이미 그는 전 처와 전 여자친구 사이에 8명의 자식을 두고 있다.

## 출연
- 2024년: 비버리 힐스 캅: 액셀 F - 악셀 폴리 역
- 2020년: 커밍 2 아메리카 (Coming 2 America) - 캐릭터 역 (각본)
- 2019년: 내 이름은 돌러마이트 (Dolemite Is My Name) - 루디 레이 무어 역 (제작, 주연)
- 2016년: 미스터 처치 (Mr. Church) - 헨리 처치 역
- 2012년: 어 싸우전드 워즈 (A Thousand Words) - 잭 맥콜 역
- 2011년: 타워 하이스트 (Tower Heist) - 슬라이드 역 (제작)
- 2009년: 이매진 댓 : 행복한 상상 (Imagine That / NowhereLand) - 에반 역
- 2008년: 데이브 속 데이브 (Meet Dave / Starship Dave)
- 2007년: 나이스가이 노빗 (Norbit) - 노빗 / 라스푸티아 / 미스터 웡 역 (제작)
- 2007년: 슈렉 더 홀스 (Shrek the Halls) - 당나귀 역 (목소리)
- 2007년: 슈렉 3 (Shrek The Third) - 당나귀 역 (목소리)
- 2006년: 드림걸스 (Dreamgirls) - 제임스 썬더 얼리 역
- 2003년: 대디 데이 케어 (Daddy Day Care) - 찰리 역
- 2003년: 헌티드 맨션 (The Haunted Mansion) - 감짐 에버스 역
- 2002년: 쇼타임 (Showtime) - 트레이 셀라스 역
- 2002년: 플루토 내쉬 (The Adventures of Pluto Nash) - 플루토 내쉬 역
- 2002년: 아이 스파이 (I Spy) - 켈리 로빈슨 역
- 2001년: 닥터 두리틀 2 (Dr. Dolittle 2) - 닥터 존 두리틀 역
- 2000년: 너티 프로페서 2 (Nutty Proffessor II : The Klumps) - 클럼프 교수/엄마/아빠/어니 형/할머니/버디 러브 역
- 1999년: 에디 머피의 라이프 (Life) - 레이 깁슨 역
- 1999년: 보우핑거 (Bowfinger) - 킷 / 지프 역
- 1998년: 닥터 두리틀 (Doctor Dolittle) - 존 두리틀 역
- 1998년: 홀리 맨 (Holy Man) - G 역
- 1997년: 메트로 (Metro) - 스콧 로퍼 역
- 1996년: 너티 프로페서 (The Nutty Professor) - 셔먼 클럼프 / 버디 러브 역
- 1994년: 비버리힐스 캅 3 (Beverly Hills Cop 3) - 악셀 폴리 역
- 1992년: 부메랑 (Boomerang) - 마커스 역
- 1992년: 제이제이 (The Distinguished Gentleman) - 토마스 제퍼슨 존슨 역
- 1990년: 48시간 2 (Another 48 Hrs.) - 레지 해몬드 역
- 1988년: 에디 머피의 구혼작전 (Coming To America) - 아킴 왕자 역
- 1987년: 비버리힐스 캅 2 (Beverly Hills Cop 2) - 엑셀 폴리 역
- 1986년: 에디 머피의 골든 차일드 (The Golden Child) - 챈들러 자렐(Chandler Jarrell) - 역
- 1984년: 슈퍼 탱크 작전 (Best Defense)
- 1984년: 비버리 힐스 캅 (Beverly Hills Cop) - 악셀 폴리 역
- 1983년: 에디 머피의 대역전 (Trading Places) - 빌리 레이 발렌타인 역
- 1982년: 48시간 (48 Hrs.)

### 목소리 출연
- 2026년: 슈렉 5 (Shrek 5)
- 2010년: 슈렉 포에버 (Shrek Forever After / Shrek 4)
- 2007년: 슈렉 3 (Shrek the Third / Shrek 3)
- 2004년: 슈렉 2 (Shrek 2)
- 2001년: 슈렉 (Shrek)
- 1998년: 뮬란 (Mulan)

## 젊은 시절
머피는 뉴욕, 브루클린의 근교 부시위크 (Bushwick)에서 태어났다. 어머니 릴리언은 전화 교환원이었으며 아버지 찰스 에드워드 머피는 교통 경찰관, 아마추어 배우이자 코미디언이었다. 머피와 형 찰리 머피는 뉴욕, 루즈벨트에서 어머니와 아이스크림 공장에서 현장 주임을 했던 의붓 아버지 버논 린치의 손에 길러졌다. 15세경에 머피는 빌 코스비와 리처드 프라이어에게 큰 영향을 받고, 자신만의 방법으로 각본 집필과 연기를 했었다.